# Copa Korać
A FIBA Copa Korać foi uma competição anual de clubes de basquetebol organizada pela FIBA Europa entre as temporadas 1971-72 e 2001-02. Era o terceiro nível de competições europeias, sucedendo em importância a FIBA Copa dos Campeões Europeus (posteriormente renomeado para Euroliga) e a FIBA Recopa Europeia (posteriormente renomeado para FIBA Copa Saporta).

## História
A Copa Korać foi batizada em homenagem ao lendário basquetebolista iugoslavo Radivoj Korać, falecido em decorrência de um acidente automobilístico em 1969 nas redondezas de Sarajevo. A Copa Korać não deve ser confundida com a Copa Radivoj Korać, que é a Copa da Sérvia de Basquetebol que a partir de meados dos anos 2000.

## Detentores de Títulos
| - .....1972 Lokomotiva - .....1973 Cantù (Forst) - 1973-74 Cantù (Forst) - 1974-75 Cantù (Forst) - 1975-76 Split (Jugoplastika) - 1976-77 Split (Jugoplastika) - 1977-78 Partizan - 1978-79 Partizan | - 1979-80 Sebastiani Rieti (Arrigoni) - 1980-81 Club Joventut Badalona (Freixenet) - 1981-82 Limoges - 1982-83 Limoges - 1983-84 Orthez - 1984-85 Olimpia Milão (Simac) - 1985-86 Virtus Roma (Banco di Roma) - 1986-87 FC Barcelona | - 1987-88 Real Madrid - 1988-89 Partizan - 1989-90 Club Joventut Badalona (Ram) - 1990-91 Cantù (Clear) - 1991-92 Virtus Roma (il Messaggero) - 1992-93 Olimpia Milão (Philips) - 1993-94 PAOK (Bravo) - 1994-95 Alba Berlin | - 1995-96 Efes Pilsen - 1996-97 Aris - 1997-98 Scaligera Verona (Mash) - 1998-99 FC Barcelona - 1999-00 Limoges - 2000-01 Málaga (Unicaja) - 2001-02 Nancy |

## Finais
| Ano     |                               | Final                    | Final                                | Final                          |                                | Semifinalistas | Semifinalistas |
| Ano     | Campeão                       | Placar                   | Segundo Lugar                        |                                |                                |                |                |
| 1972    | Lokomotiva                    | 165–156 (83–71 / 94–73)  | OKK Belgrade                         | Standard Liège                 | Olympique Antibes              |                |                |
| 1973    | Cantù (Forst)                 | 165–156 (83–71 / 94–73)  | Racing Mechelen (Maes Pils)          | Picadero (Filomatic)           | FC Barcelona                   |                |                |
| 1974    | Cantù (Forst)                 | 174–154 (99–86 / 68–75)  | Partizan                             | ASVEL                          | Split (Jugoplastika)           |                |                |
| 1974-75 | Cantù (Forst)                 | 181–154 (69–71 / 110–85) | FC Barcelona                         | Partizan                       | Rieti (Brina)                  |                |                |
| 1975-76 | Split (Jugoplastika)          | 179–166 (97–84 / 82–82)  | Torino (Chinamartini)                | Virtus Bologna (Sinudyne)      | Joventut Badalona (Schweppes)  |                |                |
| 1976-77 | Split (Jugoplastika)          | 87–84                    | Fortitudo Bologna (Alco)             | Stella Azzurra Roma (IBP)      | Berck                          |                |                |
| 1977-78 | Partizan                      | 117–110                  | Bosna                                | Joventut Badalona (Freixenet)  | Olimpia Milão (Cinzano)        |                |                |
| 1978-79 | Partizan                      | 108–98                   | Rieti (Arrigoni)                     | Split (Jugoplastika)           | Círculo Católico (Cotonificio) |                |                |
| 1979-80 | Rieti (Arrigoni)              | 76–71                    | Cibona                               | Split (Jugoplastika)           | Hapoel Tel Aviv                |                |                |
| 1980-81 | Joventut Badalona (Freixenet) | 105–104                  | Reyer Venezia (Carrera)              | Estrela Vermelha               | Dynamo Moscou                  |                |                |
| 1981-82 | Limoges                       | 90–84                    | Šibenka                              | Zadar                          | Crvena Zvezda                  |                |                |
| 1982-83 | Limoges                       | 94–86                    | Šibenka                              | Dynamo Moscow                  | Zadar                          |                |                |
| 1983-84 | Orthez                        | 97–73                    | Estrela Vermelha                     | Olympique Antibes              | Zaragoza (CAI)                 |                |                |
| 1984-85 | Olimpia Milano (Simac)        | 91–78                    | Varèse (Ciaocrem)                    | Estrela Vermelha               | Aris                           |                |                |
| 1985-86 | Virtus Roma (Banco di Roma)   | 157–150 (78–84 / 73–72)  | Juvecaserta (Mobilgirgi)             | Olympique Antibes              | Varèse (Divarese)              |                |                |
| 1986-87 | FC Barcelona                  | 203–171 (106–85 / 86–97) | Limoges                              | Juvecaserta (Mobilgirgi)       | Zaragoza (CAI)                 |                |                |
| 1987-88 | Real Madrid                   | 195–183 (102–89 / 94–93) | Cibona                               | Crvena Zvezda                  | Hapoel Tel Aviv                |                |                |
| 1988-89 | Partizan                      | 177–171 (89–76 / 101–82) | Cantù (Wiwa Vismara)                 | Zadar                          | Olimpia Milano (Philips)       |                |                |
| 1989-90 | Joventut Badalona (Ram)       | 195–184 (98–99 / 96–86)  | Victoria Libertas Pesaro (Scavolini) | Bosna                          | CSKA Moscou                    |                |                |
| 1990-91 | Cantù (Clear)                 | 168–164 (71–73 / 95–93)  | Real Madrid                          | Mulhouse                       | Joventut Badalona (Montigalà)  |                |                |
| 1991-92 | Virtus Roma (il Messaggero)   | 193–180 (94–94 / 86–99)  | Victoria Libertas Pesaro (Scavolini) | Valladolid (Fórum)             | Cantù (Clear)                  |                |                |
| 1992-93 | Olimpia Milano (Philips)      | 201–181 (90–95 / 106–91) | Virtus Roma                          | Cantù (Clear)                  | FC Barcelona                   |                |                |
| 1993-94 | PAOK (Bravo)                  | 175–157 (75–66 / 91–100) | Trieste (Stefanel)                   | Panionios (Chipita)            | Olimpia Milano (Recoaro)       |                |                |
| 1994-95 | Alba Berlin                   | 172–166 (87–87 / 85–79)  | Olimpia Milano (Stefanel)            | Cáceres                        | Pau-Orthez                     |                |                |
| 1995-96 | Efes Pilsen                   | 146–145 (76–68 / 77–70)  | Olimpia Milano (Stefanel)            | Fortitudo Bologna (Teamsystem) | ASVEL                          |                |                |
| 1996-97 | Aris                          | 154–147 (66–77 / 70–88)  | Tofaş                                | Treviso (Benetton)             | Mazowszanka                    |                |                |
| 1997-98 | Scaligera Verona (Mash)       | 141–138 (68–74 / 64–73)  | Crvena Zvezda                        | Virtus Roma (Calze Pompea)     | Cholet                         |                |                |
| 1998-99 | FC Barcelona                  | 174–163 (93–77 / 97–70)  | Estudiantes (Adecco)                 | Panionios                      | Oostende (Sunair)              |                |                |
| 1999-00 | Limoges                       | 131–118 (80–58 / 60–51)  | Málaga (Unicaja)                     | Girona (Casademont)            | Estudiantes (Adecco)           |                |                |
| 2000-01 | Málaga (Unicaja)              | 148–116 (77–47 / 69–71)  | Vršac (Hemofarm)                     | Amsterdam (Ricoh Astronauts)   | Ieper (Athlon)                 |                |                |
| 2001-02 | Nancy                         | 172–167 (98–72 / 95–74)  | Lokomotiv Rostov                     | Zlatorog Laško (Pivovarna)     | Maroussi (Telestet)            |                |                |

## Títulos por clube
| Ranking | Clube                    | Títulos | Finalista | Anos em que foi campeão         |
| ------- | ------------------------ | ------- | --------- | ------------------------------- |
| 1.      | Cantù                    | 4       | 1         | 1973, 1973-74, 1974-75, 1990-91 |
| 2.      | Partizan                 | 3       | 1         | 1977-78, 1978-79, 1988-89       |
| 3.      | Limoges                  | 3       | 1         | 1981-82, 1982-83, 1999-00       |
| 4.      | Olimpia Milão            | 2       | 2         | 1984-85, 1992-93                |
| 5.      | Virtus Roma              | 2       | 1         | 1985-86, 1991-92                |
| 6.      | FC Barcelona             | 2       | 1         | 1986-87, 1998-99                |
| 7.      | Split                    | 2       |           | 1975-76, 1976-77                |
| 8.      | Joventut Badalona        | 2       |           | 1980-81, 1989-90                |
| 9.      | Cibona                   | 1       | 2         | 1972                            |
| 10.     | Rieti                    | 1       | 1         | 1979-80                         |
| 11.     | Real Madrid              | 1       | 1         | 1987-88                         |
| 12.     | Málaga                   | 1       | 1         | 2000-01                         |
| 13.     | Orthez                   | 1       |           | 1983-84                         |
| 14.     | PAOK                     | 1       |           | 1993-94                         |
| 15.     | Alba Berlin              | 1       |           | 1994-95                         |
| 16.     | Efes Pilsen              | 1       |           | 1995-96                         |
| 17.     | Aris                     | 1       |           | 1996-97                         |
| 18.     | Scaligera Verona         | 1       |           | 1997-98                         |
| 19.     | Nancy                    | 1       |           | 2001-02                         |
| 20.     | Šibenka                  |         | 2         |                                 |
| 21.     | Crvena Zvezda            |         | 2         |                                 |
| 22.     | Victoria Libertas Pesaro |         | 2         |                                 |
| 23.     | OKK Belgrade             |         | 1         |                                 |
| 24.     | Racing Mechelen          |         | 1         |                                 |
| 25.     | Auxilium Torino          |         | 1         |                                 |
| 26.     | Fortitudo Bologna        |         | 1         |                                 |
| 27.     | Bosna                    |         | 1         |                                 |
| 28.     | Reyer Venezia            |         | 1         |                                 |
| 29.     | Varèse                   |         | 1         |                                 |
| 30.     | Juvecaserta              |         | 1         |                                 |
| 31.     | Trieste                  |         | 1         |                                 |
| 32.     | Tofaş                    |         | 1         |                                 |
| 33.     | Estudiantes              |         | 1         |                                 |
| 34.     | Vršac                    |         | 1         |                                 |
| 35.     | Lokomotiv Rostov         |         | 1         |                                 |

## Títulos por país
| Ranking | País                | Títulos | Finalista |
| ------- | ------------------- | ------- | --------- |
| 1.      | Itália              | 10      | 13        |
| 2.      | Iugoslávia          | 6       | 8         |
| 3.      | Espanha             | 6       | 4         |
| 4.      | França              | 5       | 1         |
| 5.      | Grécia              | 2       |           |
| 6.      | Turquia             | 1       | 1         |
| 7.      | Alemanha            | 1       |           |
| 8.      | Sérvia e Montenegro |         | 2         |
| 9.      | Bélgica             |         | 1         |
| 10.     | Rússia              |         | 1         |

## Elencos Campeões
1971–72  Lokomotiva

Nikola Plećaš, Damir Rukavina, Vječeslav Kavedžija, Rajko Gospodnetić, Milivoj Omašić, Eduard Bočkaj, Ivica Valek, Dragan Kovačić, Petar Jelić, Ante Ercegović, Zdenko Grgić, Srećko Šute, Zvonko Avberšek (Head Coach: Marijan Catinelli)
1972–73  Forst Cantù

Pierluigi Marzorati, Bob Lienhard, Carlo Recalcati, Antonio Farina, Mario Beretta, Fabrizio Della Fiori, Luciano Vendemini, Franco Meneghel, Renzo Tombolato, Giorgio Cattini, Danilo Zonta (Head Coach: Arnaldo Taurisano)
1973–74  Forst Cantù

Pierluigi Marzorati, Bob Lienhard, Carlo Recalcati, Fabrizio Della Fiori, Antonio Farina, Franco Meneghel, Mario Beretta, Renzo Tombolato, Giorgio Cattini, Luciano Vendemini, Danilo Zonta (Head Coach: Arnaldo Taurisano)
1974–75  Forst Cantù

Bob Lienhard, Pierluigi Marzorati, Fabrizio Della Fiori, Carlo Recalcati, Antonio Farina, Franco Meneghel, Mario Beretta, Renzo Tombolato, Giorgio Cattini, Silvano Cancian (Head Coach: Arnaldo Taurisano)
1975–76  Jugoplastika Split

Željko Jerkov, Rato Tvrdić, Duje Krstulović, Mirko Grgin, Mlađan Tudor, Branko Macura, Ivo Bilanović, Ivica Skaric, Damir Šolman, Branislav Stamenković, Ivica Dukan, Mihajlo Manović, Drago Peterka, Slobodan Bjelajac (Head Coach: Petar Skansi)
1976–77  Jugoplastika Split

Željko Jerkov, Rato Tvrdić, Damir Šolman, Duje Krstulović, Mlađan Tudor, Mirko Grgin, Mihajlo Manović, Ivo Bilanović, Branko Macura, Ivica Dukan, Slobodan Bjelajac, Predrag Kruščić (Head Coach: Petar Skansi)
1977–78  Partizan

Dragan Kićanović, Dražen Dalipagić, Miodrag Marić, Jadran Vujačić, Boban Petrović, Dragan Todorić, Dušan Kerkez, Boris Beravs, Milenko Babić, Milan Medić, Arsenije Pešić, Zoran Krečković, Dragan Đukić  (Head Coach: Ranko Žeravica)
1978–79  Partizan

Dragan Kićanović, Miodrag Marić, Boban Petrović, Arsenije Pešić, Dragan Todorić, Jadran Vujačić, Dušan Kerkez, Boris Beravs, Goran Knežević, Milenko Savović, Milenko Babić, Milan Medić,  Predrag Bojić, Miroslav Milojević (Head Coach: Dušan Ivković)
1979–80  Arrigoni Rieti

Roberto Brunamonti, Lee Johnson, Willie Sojourner, Giuseppe Danzi, Alberto Scodavolpe, Gianfranco Sanesi, Antonio Olivieri, Luca Blasetti, Mauro Antonelli, Stefano Colantoni, Paolo di Fazi, Antonio Coppola (Head Coach: Elio Pentassuglia)
1980–81  Joventut Freixenet

Al Skinner, Luis Miguel Santillana, Josep Maria Margall, Gonzalo Sagi-Vela, Joe Galvin, Ernesto Delgado, German Gonzalez, Jordi Villacampa, Francisco Sole, Roberto Mora, Antonio Pruna (Treinador: Manel Comas)
1981–82  Limoges

Ed Murphy, Richard Dacoury, Jean-Michel Sénégal, Irv Kiffin, Apollo Faye, Jean-Luc Deganis, Yves-Marie Verove, Didier Rose, Richard Billet, Philippe Koundrioukoff, Eric Narbonne, Benoit Tremouille (Head Coach: André Buffière)
1982–83  Limoges

Ed Murphy, Richard Dacoury, Jean-Michel Sénégal, Glenn Mosley, Apollo Faye, Jean-Luc Deganis, Hugues Occansey, Didier Dobbels, Didier Rose, Eric Narbonne, Mathieu Faye, Olivier Garry (Head Coach: André Buffière)
1983–84  Orthez

Paul Henderson, John McCullough, Bengaly Kaba, Mathieu Bisseni, Freddy Hufnagel, Christian Ortega, Philippe Laperche, Pascal Laperche, Didier Gadou, Alain Gadou (Head Coach: George Fisher)
1984–85  Simac Milano

Mike D'Antoni, Dino Meneghin, Russ Schoene, Roberto Premier, Joe Barry Carroll, Renzo Bariviera, Franco Boselli, Mario Pettorossi, Vittorio Gallinari, Tullio De Piccoli, Marco Lamperti, Mario Governa, Marco Baldi (Head Coach: Dan Peterson)
1985–86  Banco di Roma Virtus

Leo Rautins, Bruce Flowers, Enrico Gilardi, Marco Solfrini, Stefano Sbarra, Fulvio Polesello, Franco Rossi, Phil Melillo, Fabrizio Valente, Claudio Brunetti, Gianluca Duri, Franco Picozzi (Head Coach: Mario de Sisti)
1986–87  FC Barcelona

Juan Antonio San Epifanio, Chicho Sibilio, Wallace Bryant, Ignacio Solozabal, Andrés Jiménez, Steve Trumbo, Juan Domingo De la Cruz, Quim Costa, Jordi Soler, Julian Ortiz, Ferran Martínez, Kenny Simpson (Head Coach: Aíto García Reneses)
1987–88  Real Madrid

Wendell Alexis, Fernando Martín, Brad Branson, Fernando Romay, Juan Antonio Corbalán, Jose Biriukov, José Luis Llorente, Juan Manuel López Iturriaga, Pep Cargol, Antonio Martín, Alfonso Del Corral (Head Coach: Lolo Sainz)
1988–89  Partizan

Vlade Divac, Aleksandar Đorđević, Predrag Danilović, Žarko Paspalj, Ivo Nakić, Željko Obradović, Oliver Popović, Milenko Savović, Jadran Vujačić, Miladin Mutavdžić, Boris Orcev, Predrag Prlinčević, Dejan Lakićević, Vladimir Bosanac (Head Coach: Dušan Vujošević)
1989–90  Ram Joventut

Jordi Villacampa, Lemone Lampley, Reggie Johnson, Juan Antonio Morales, Jose Antonio Montero, Rafael Jofresa, Tomas Jofresa, Carlos Ruf, Josep Maria Margall, Dani Perez, Antonio Medianero, Pere Remon, Ferran Lopez, Robert Bellavista (Head Coach: Herb Brown / Pedro Martínez)
1990–91  Clear Cantù

Pace Mannion, Pierluigi Marzorati, Davide Pessina, Giuseppe Bosa, Roosevelt Bouie, Alberto Rossini, Angelo Gilardi, Andrea Gianolla, Silvano Dal Seno, Omar Tagliabue, Alessandro Zorzolo, Fabio Gatti (Head Coach: Fabrizio Frates)
1991–92  il Messaggero Roma

Dino Rađa, Rick Mahorn, Roberto Premier, Andrea Niccolai, Alessandro Fantozzi, Donato Avenia, Stefano Attruia, Fausto Bargna, Davide Croce, Gianluca Lulli (Head Coach: Paolo di Fonzo)
1992–93  Philips Milano

Aleksandar Đorđević, Antonello Riva, Antonio Davis, Riccardo Pittis, Flavio Portaluppi, Davide Pessina, Fabrizio Ambrassa, Paolo Alberti, Marco Baldi, Marco Sambugaro, Massimo Re (Head Coach: Mike D'Antoni)
1993–94  PAOK Bravo

Walter Berry, Zoran Savić, Branislav Prelević, John Korfas, Nasos Galakteros, Nikos Boudouris, Achilleas Mamatziolas, George Ballogiannis, Christos Tsekos, Efthimis Rentzias, Georgios Valavanidis (Head Coach: Soulis Markopoulos)
1994–95  Alba Berlin

Teoman Alibegović, Saša Obradović, Gunther Behnke, Henrik Rödl, Ingo Freyer, Ademola Okulaja, Stephan Baeck, Teoman Öztürk, Sebastian Machowski, Patrick Falk, Oliver Braun (Head Coach: Svetislav Pešić)
1995–96  Efes Pilsen

Petar Naumoski, Conrad McRae, Ufuk Sarıca, Mirsad Türkcan, Volkan Aydın, Tamer Oyguç, Murat Evliyaoğlu, Hüseyin Beşok, Bora Sancar, Mustafa Kemal Bitim, Alpay Öztaş, Erdal Bibo (Head Coach: Aydın Örs)
1996–97  Aris

José "Piculín" Ortiz, Charles Shackleford, Mario Boni, Panagiotis Liadelis, Dinos Angelidis, Mike Nahar, Alan Tomidy, Tzanis Stavrakopoulos, Giannis Sioutis, Georgios Floros, Alexis Papadatos, Aris Holopoulos (Head Coach: Slobodan-Lefteris Subotić)
1997–98  Mash Verona

Mike Iuzzolino, Hansi Gnad, Randolph Keys, Myron Brown, Roberto Dalla Vecchia, Roberto Bullara, Joachim Jerichow, Alessandro Boni, Matteo Nobile, Giampiero Savio, Damiano Dalfini, Davide Tisato, Matteo Sacchetti, Mario Soave, Massimo Spezie (Head Coach: Andrea Mazzon)
1998–99  FC Barcelona

Aleksandar Đorđević, Derrick Alston, Milan Gurović, Efthimis Rentzias, Roger Esteller, Rodrigo De la Fuente, Roberto Dueñas, Xavi Fernandez, Ignacio Rodríguez, Alfons Alzamora, Oriol Junyent, Juan Carlos Navarro, Chema Marcos (Head Coach: Aíto García Reneses)
1999–00  Limoges

Marcus Brown, Yann Bonato, Harper Williams, Frédéric Weis, Bruno Hamm, Thierry Rupert, Stéphane Dumas, David Frigout, Stjepan Stazic, Jean-Philippe Methelie, Carl Thomas, Frederic Adjiwanou (Head Coach: Duško Ivanović)
2000–01  Unicaja Málaga

Danya Abrams, Veljko Mršić, Moustapha Sonko, Richard Petruška, Jean-Marc Jaumin, Paco Vazquez, Berni Rodríguez, Frédéric Weis, Darren Phillip, Carlos Cabezas, Kenny Miller, Germán Gabriel, Francis Perujo (Head Coach: Božidar Maljković)
2001–02  Nancy

Stevin Smith, Cyril Julian, Ross Land, Fabien Dubos, Goran Bošković, Joseph Gomis, Vincent Masingue, Maxime Zianveni, Mouhamadou Mbodji, Danilo Cmiljanić, Gary Phaeton, Loic Toilier (Head Coach: Sylvain Lautie)

## Korać Cup Finals Top Scorers
From the 1972 to 2001-02 seasons, the Top Scorer of the Korać Cup finals was noted, regardless of whether he played on the winning or losing team.
| *   | Member of the Naismith Memorial Basketball Hall of Fame |
| **  | Member of the FIBA Hall of Fame                         |
| *** | Member of both the Naismith and FIBA Halls of Fame      |

| Season  | Top Scorer                 | Club                 | Points Scored  |
| ------- | -------------------------- | -------------------- | -------------- |
| 1972    | Nikola Plećaš              | Lokomotiva           | 34.5 (2 games) |
| 1973    | Bob Lienhard               | Forst Cantù          | 27.0 (2 games) |
| 1973-74 | Dražen Dalipagić***        | Partizan             | 23.5 (2 games) |
| 1974-75 | Jesús Iradier              | FC Barcelona         | 22.0 (2 games) |
| 1975-76 | John Laing                 | Chinamartini Torino  | 33.0 (2 games) |
| 1976-77 | Željko Jerkov              | Jugoplastika Split   | 34             |
| 1977-78 | Dražen Dalipagić*** (2)    | Partizan             | 48             |
| 1978-79 | Dragan Kićanović**         | Partizan             | 41             |
| 1979-80 | Lee Johnson                | Arrigoni Rieti       | 28             |
| 1980-81 | Spencer Haywood            | Carrera Venezia      | 30             |
| 1981-82 | Ed Murphy                  | Limoges              | 35             |
| 1982-83 | Ed Murphy (2)              | Limoges              | 34             |
| 1983-84 | John McCullough            | Orthez               | 29             |
| 1984-85 | Russ Schoene               | Simac Milano         | 33             |
| 1985-86 | Leo Rautins                | Banco di Roma Virtus | 21             |
| 1986-87 | Wallace Bryant             | FC Barcelona         | 16.5 (2 games) |
| 1987-88 | Dražen Petrović***         | Cibona               | 34.0 (2 games) |
| 1988-89 | Vlade Divac                | Partizan             | 29.0 (2 games) |
| 1989-90 | Darwin Cook & Darren Daye  | Scavolini Pesaro     | 26.5 (2 games) |
| 1990-91 | Pace Mannion               | Clear Cantù          | 34.0 (2 games) |
| 1991-92 | Darren Daye (2)            | Scavolini Pesaro     | 28.5 (2 games) |
| 1992-93 | Aleksandar Đorđević        | Philips Milano       | 33.5 (2 games) |
| 1993-94 | Walter Berry               | PAOK Bravo           | 24.5 (2 games) |
| 1994-95 | Teoman Alibegović          | Alba Berlin          | 27.5 (2 games) |
| 1995-96 | Petar Naumoski             | Efes Pilsen          | 28.5 (2 games) |
| 1996-97 | José "Piculín" Ortiz       | Aris                 | 22.0 (2 games) |
| 1997-98 | Mike Iuzzolino             | Mash Verona          | 22.5 (2 games) |
| 1998-99 | Aleksandar Đorđević (2)    | FC Barcelona         | 19.0 (2 games) |
| 1990-00 | Marcus Brown               | Limoges              | 24.0 (2 games) |
| 2000-01 | Danya Abrams               | Unicaja Málaga       | 16.5 (2 games) |
| 2001-02 | James "Hollywood" Robinson | Lokomotiv Rostov     | 18.5 (2 games) |

## Top scoring performances in final games
1. Dražen Dalipagić (Partizan) 48 points vs. Bosna (in 1977–78 final)
2. Dražen Petrović (Cibona) 47 points vs. Real Madrid (in second leg of 1987–88 final)
3. Dragan Kićanović (Partizan) 41 points vs. Arrigoni Rieti (in 1978–79 final)
4. Nikola Plećaš (Lokomotiva) 40 points vs. OKK Belgrade (in second leg of 1971–72 final)
5. Aleksandar Đorđević (Philips Milano) 38 points vs. Virtus Roma (in second leg of 1992–93 final)
6. Antonello Riva (Wiwa Vismara Cantù) 36 points vs. Partizan (in second leg of 1988–89 final)
7. Pace Mannion (Clear Cantù) 35 points vs. Real Madrid (in second leg of 1990–91 final)
8. Ed Murphy (Limoges CSP) 35 points vs. Šibenka (in 1981–82 final)
9. Ed Murphy (Limoges CSP) 34 points vs. Šibenka (in 1982–83 final)
10. Željko Jerkov (Jugoplastika Split) 34 points vs. Alco Bologna (in 1976–77 final)
11. Dino Rađa (Il Messaggero Roma) 34 points vs. Scavolini Pesaro (in first leg of 1991–92 final)
12. Saša Obradović (Alba Berlin) 34 points vs. Stefanel Milano (in first leg of 1994–95 final)
13. Teoman Alibegović (Alba Berlin) 34 points vs. Stefanel Milano (in second leg of 1994–95 final)

## Notes
- Coach Bogdan Tanjević made it to 5 Korać Cup finals with four different clubs, and lost all of them. In 1978 his Bosna team lost to Partizan 110–117 in overtime. Then in 1986 he made it to the very end again with Mobilgirgi Caserta, only to lose to Banco di Roma Virtus in a two legged final. Finally, in the '90s, Tanjević made 3 more finals, this time consecutively: with Stefanel Trieste in 1994 (lost to PAOK), and with Stefanel Milano in 1995 and 1996 (lost to Alba Berlin and Efes Pilsen, respectively).